# Ceraphron modicus
Ceraphron modicus är en stekelart som beskrevs av Sundholm 1970. Ceraphron modicus ingår i släktet Ceraphron och familjen pysslingsteklar. Inga underarter finns listade i Catalogue of Life.